# Eleccions legislatives malteses de 1950
Les Eleccions legislatives malteses de 1950 es van celebrar el 1950. Va guanyar el Partit Nacionalista, i el seu cap George Borg Olivier fou nomenat primer ministre amb suport puntual d'altres partits.

## Resultats
Resum dels resultats electorals de 1950 a la Cambra de Diputats de Malta
|                                                                                         | Partit Nacionalista Partit Nazzjonalista | 34.131  | 32    | 12 | - |
|                                                                                         | Partit Laborista Partit Laburista        | 30.332  | 29    | 11 | - |
|                                                                                         | Partit dels Treballadors Maltesos        | 24.616  | 23    | 11 | - |
|                                                                                         | Partit Progressista Constitucional       | 10.586  | 10    | 4  | - |
|                                                                                         | Independents                             | 9.166   | 6     | 2  | - |
|                                                                                         | Total (participació 74,0%)               | 106.129 | 100.0 | 40 |   |
| Font: «Malta Elections». Arxivat de l'original el 2005-12-31. [Consulta: 17 juny 2009]. |                                          |         |       |    |   |